# Волан, Андрей
Андрей Волан (лат. Andreas Volanus; 1530, Познань — 1610, Вильна) — политический деятель Великого княжества Литовского, философ и правовед, кальвинистский полемист.

## Биография
Учился во Франкфурте-на-Одере и Кёнигсберге, вернулся из-за границы ярым кальвинистом. Избирался послом от шляхты Ошмянского повета на сейм Речи Посполитой. Был секретарём короля Сигизмунда Августа. В этой должности, сохранённой им и при следующих королях Стефане Батории и Сигизмунде Вазе, Волан часто служил посредником между королём и шляхетскими сеймиками и ездил в посольствах в Лифляндию, в Австрию, в Русское царство.
В Москве он был в качестве посла в 1595 году вместе со Львом Сапегой. Деятельное участие принимал он и во внутренней политической жизни страны в качестве сеймового посла и писателя. Разгоравшаяся в Речи Посполитой вражда религиозных партий, грозившая опасностью самому существованию здесь протестантизма, вовлекла Волана в полемику с защитниками католицизма и разных протестантских течений.
Защите протестантов и в частности Николая Радзивилла Рыжего, при дворе которого Волан жил вместе с несколькими другими учёными проповедниками кальвинизма. Выпустил целый ряд полемических трудов, преимущественно по богословским вопросам, и участвовал во многих диспутах, между прочим со Петром Скаргой, Поссевином, Фаустом Социном. Автор около сорока произведений, написанных на латыни, — политико-правовых трактатов, работ по этике и богословию, посланий, проповедей. Труды Волана печатались в Вильно, Кракове, Данциге; направленные против католицизма, в особенности против иезуитов, сочинения переводились гугенотами во Франции, кальвинистами в Германии, включались в Индекс запрещённых книг.
Волан писал сочинения политического характера, по вопросам общественного устройства и государственного строя. Известно его 28 авторских книг, напечатанных в 1572—1608 годах, главным образом в Вильнюсе.
В своих сочинениях он иногда касался политических и социальных тем, стоя и здесь на реформаторской точке зрения, свойственной большинству протестантов Великого княжества Литовского того времени. Одно из важнейших сочинений — „De politica hominum societate“ (1572), в котором рассматриваются вопросы о равенстве сословий, справедливости и свободе. Опираясь на труды Аристотеля, Платона, Цицерона, Андрей Волан утверждал, что свобода наиболее соответствует человеческой природе.
Польскими исследователями Ю. Оссолинским и Михалом Балинским приписывается Андрею Волану авторство известного анонимного публицистического произведения «Беседа поляка с литвином» („Rozmowa Polaka z Litwinem“, Брест, 1565 или 1566), направленного на защиту интересов Великого княжества Литовского и противостояние польским претензиям, высказанным в трактате Станислава Ореховского «Quincunx» (1554), название которого переводится «Пирамида». Однако Александр Брюкнер установил авторство А. Ротундуса.
Имя Волана носит одна из улиц в Старом городе Вильнюса.

## Издания
- Andrius Volanas. Rinktiniai raštai / Sudarė Marcelinas Ročka ir Ingė Lukšaitė. Vilnius: Mokslo ir enciklopedijų leidykla, 1996. 446 p. ISBN 5-420-01277-4.
- Б43 Белорусские мыслители XVI–XVII вв. Избранные труды. – Минск : Редакция журнала «Промышленно-торговое право», 2017. – 320 с. – (Наследие права)[10]. Издание приурочено к 500-летию белорусского книгопечатания. В данное издание вошли избранные произведения белорусских мыслителей XVI – XVII вв. – Ф. Скорины, А. Волана, М. Литвина, А. Олизаровского, Л. Сапеги, Х. Филалета – посвящённые актуальным проблемам взаимосвязи права с философией, религией, государственностью, политикой и явлениями жизни общества того времени.